# Starogard Gdański
Starogard Gdański (Duits: Preußisch Stargard) is een stad in het Poolse woiwodschap Pommeren, gelegen in de powiat Starogardzki. De oppervlakte bedraagt 25,27 km², het inwonertal 48.185 (2010).

## Geschiedenis
Starogard werd voor het eerst genoemd in 1198. In 1348 kreeg de stad stadsrechten toegekend door grootmeester Heinrich Dusemer. Archeologisch onderzoek liet resten zien van een neolithische nederzetting van vier tot vijfduizend jaar geleden.
Starogard Gdański hoorde tot de Vrede van Versailles getekend werd (1919) bij Duitsland, sindsdien hoort het bij Polen.
Tijdens de Tweede Wereldoorlog werd het Szpęgawski Woud ten noordoosten van de stad, evenals het ziekenhuis door de nazi's gebruikt om massa-executies uit te voeren.

## Geboren in Starogard Gdański
- Adolf Wallenberg (1862-1949), Duits internist en neuroloog
- Henryk Jankowski (1936–2010), priester
- Kazimierz Deyna (1947-1989), voetballer

## Partnersteden
- Limerick (Ierland, sinds 2006)
- Diepholz (Duitsland, sinds 1998)

Starogard Gdański is lid van Qec-ERAN, een Europees netwerk van steden met achterstandsproblematiek.
Stadsdistricten:
Gdańsk · Gdynia · Słupsk · Sopot

Districten:
Bytów · Chojnice · Człuchów · Gdańsk · Kartuzy · Kościerzyna · Kwidzyn · Lębork · Malbork · Nowy Dwór Gdański · Puck · Słupsk · Starogard · Sztum · Tczew · Wejherowo

Grootste steden:
Chojnice · Gdańsk · Gdynia · Kwidzyn · Lębork · Malbork · Rumia · Słupsk · Sopot · Starogard Gdański · Tczew · Wejherowo